# Турутинське нафтове родовище
Турутинське нафтове родовище — належить до Північного борту нафтогазоносного району Східного нафтогазоносного регіону України.

## Опис
Розташоване в Сумській області на відстані 18 км від м. Ромни.
Знаходиться в межах північному борту північно-західної частини Дніпровсько-Донецької западини.
Структура виявлена в 1977 р. У відкладах верхнього візе складка є асиметричною брахіантикліналлю північно-західного простягання з більш пологим північно-східним крилом і відносно крутим — півд.-зах. Розміри підняття по ізогіпсі — 2280 м 2,3х0,9 м. 
Перший промисловий приплив нафти отримано з утворень візейського ярусу з інт. 2436-2444 м у 1981 р.
Поклад пластовий, склепінчастий. Колектори — пісковики. Режим покладу пружноводонапірний. 
Експлуатується з 1986 р. Запаси початкові видобувні категорій А+В+С1: нафти — 140 тис. т; розчиненого газу — 14 млн. м³. Густина дегазованої нафти 787 кг/м³. Вміст сірки у нафті 0,11 мас.%.